# Veeva Systems
Veeva Systems Inc. ist ein US-amerikanisches Cloud-Computing-Unternehmen, das auf Anwendungen für die Pharma- und Biowissenschaftsbranche spezialisiert ist. Es wurde 2007 von Peter Gassner und Matt Wallach gegründet und hat seinen Hauptsitz in Pleasanton in Kalifornien. Veeva arbeitet mit dem Geschäftsmodell Software as a Service (SaaS). Die Software von Veeva Systems wird von vielen der weltgrößten Pharmafirmen wie Pfizer oder Amgen genutzt.
Das Unternehmen ging 2013 an die Börse. Im September 2022 hatte es eine Marktkapitalisierung von über 27 Milliarden US-Dollar.

## Akquisitionen
Im Jahr 2015 erwarb Veeva Zinc Ahead, ein Unternehmen für Content-Management-Software.
2019 wurde mit Crossix ein Unternehmen für Patientendaten und -analysen übernommen.

## Geschäftszahlen
| Jahr | Mitarbeiter | Umsatz in Mio. US-$ | Gewinn in Mio. US-$ |
| ---- | ----------- | ------------------- | ------------------- |
| 2011 |             | 29                  | 0                   |
| 2012 |             | 61                  | 1                   |
| 2013 | 593         | 130                 | 3                   |
| 2014 | 725         | 210                 | 10                  |
| 2015 | 951         | 313                 | 40                  |
| 2016 | 1.474       | 409                 | 54                  |
| 2017 | 1.794       | 551                 | 78                  |
| 2018 | 2.171       | 691                 | 151                 |
| 2019 | 2.553       | 862                 | 230                 |
| 2020 | 3.501       | 1.104               | 301                 |
| 2021 | 4.506       | 1.465               | 380                 |
| 2022 | 5.482       | 1.851               | 427                 |